# Dark Fall II: Lights Out
Dark Fall II: Lights Out (в России издана под названием Обитель Тьмы 2) — компьютерная игра 2004 года в жанре квеста в стилистике «хоррор», разработанная студией XXv Productions; сиквел игры Dark Fall, но сюжетно с ней не связан.

## Сюжет
В 1912 году картограф Бенджамин Паркер приезжает в Корнуолльскую бухту в деревеньку Тревартан для составления карты побережья. В дальнейшем герой сталкивается с историей таинственного маяка, на котором погиб его обслуживающий персонал. Для разрешения тайны протагонисту придётся распутывать множество головоломок, сталкиваясь с большими объёмами текста, требующими тщательного изучения, и потусторонними силами.

## Критика
| Сводный рейтинг | Сводный рейтинг |
| Агрегатор       | Оценка          |
| --------------- | --------------- |
| GameRankings    | 69,94 %         |

- Общая оценка агрегатора GameRankings — 69,94 % (на основании 27 рецензий от различных игровых изданий)[4].
- Согласно сайту-агрегатору Metacritic игра имеет общую критическую оценку в 66 %, сделанную на основании 20 различных рецензий. В то время как общая пользовательская оценка с того же сайта является более высокой — на настоящий момент 8.6 из 10 (на основании семи оценок пользователей сайта)[5].
- Игровой сайт MobyGames поставил игре общую оценку 71 из 100[6].

### Обзоры в прессе
- Андрей Первый. Рецензия на Dark Fall: Lights Out. Absolute Games (8 сентября 2004). — Рецензия на игру, получившую награду «Выбор редакции». — «Планка качества держится на уровне творений именитых студий, а в чем-то их и превосходит». Дата обращения: 17 марта 2011.
- Scott Osborne. Dark Fall: Lights Out Review (англ.). GameSpot (20 октября 2010). — «While the visuals can certainly be pleasant, Dark Fall: Lights Out is ultimately unambitious and relies on very dated and dry presentation methods. It's also very short; you can finish it in a day. Overall, it feels strikingly like its predecessor.» Дата обращения: 17 марта 2011. Архивировано из оригинала 12 мая 2012 года.
- Garnett Lee. Dark Fall: Lights Out (англ.). 1UP.com (11 ноября 2004). — «Lights Out more resembles a student project for a gaming college than a finished retail product (and not necessarily a passing one either).» Дата обращения: 17 марта 2011. Архивировано из оригинала 12 мая 2012 года.